# Боб Гаррас
Боб Гаррас (англ. Bob Harras, при народженні Роберт Джозеф Гаррас, англ. Robert Joseph Harras; нар. 11 січня 1959, Квінз, Нью-Йорк) — американський письменник, сценарист і редактор коміксів.
Працював, зокрема, над коміксами «Месники», «Люди Ікс» (1992) і документальним фільмом «Необхідне зло: Супер-лиходії коміксів DC» (2013).
Працював головним редактором Marvel Comics з 1995 по 2000 рік. З 2001 року був редактором у видавництві WildStorm. З 2010 року — головний редактор і віце-президент DC Comics.